# NGC 3854
NGC 3854 este o intermediate spiral galaxy⁠(d) situată în constelația Cupa. A fost descoperită în 1880 de către Francis Leavenworth. Se află la o distanță de 72,11 de megaparseci de Pământ.